# Rio Cruxati
O rio Cruxati é um curso de água que banha o estado do Ceará, Brasil. Sua nascente está localizada na serra de Uruburetama, de onde corre 77,5 km² até desaguar no Rio Mundaú. Assim, faz parte da bacia hidrográfiaca do litoral, sendo um afluente do rio Mundaú.